# Neohylomys hainanensis
Neohylomys hainanensis là một loài động vật có vú trong họ Erinaceidae, bộ Erinaceomorpha. Loài này được Shaw & Wong mô tả năm 1959.

## Hình ảnh

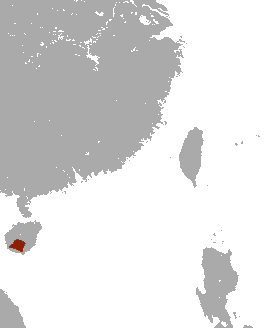